# México en la Copa Mundial de Fútbol de 2002
La selección de México fue uno de los 32 equipos participantes en la Copa Mundial de Fútbol de 2002, torneo que se llevó a cabo del 31 de mayo al 30 de junio en Corea del Sur y Japón.
Por tercera vez consecutiva, duodécima en total, México clasificaba a la Copa Mundial de Fútbol, en esta ocasión de forma apretada en el segundo lugar, con apenas dos puntos de ventaja sobre el cuarto clasificado, Honduras. Un factor para esa campaña, fue el juego ante Costa Rica conocido como el aztecazo.
Ya en el Mundial, el tri integró el Grupo G junto a Italia, Ecuador y Croacia. El debut ante el conjunto croata, que venía de ser tercero en Francia 1998, fue una victoria apretada 1:0. En Miyagi, fue el segundo triunfo mexicano, 2:1 sobre Ecuador. Finalmente, ante Italia, el empate 1:1 le aseguró a México el primer lugar del Grupo.
En octavos de final, el conjunto mexicano decepcionó con su caída 2:0 ante Estados Unidos, en una edición del clásico de la Concacaf, la cual los dejó fuera del certamen.

## Clasificación

### Segunda ronda
| Equipo            | Pts | PJ | PG | PE | PP | GF | GC | Dif |
| ----------------- | --- | -- | -- | -- | -- | -- | -- | --- |
| Trinidad y Tobago | 15  | 6  | 5  | 0  | 1  | 14 | 7  | 13  |
| México            | 13  | 6  | 4  | 1  | 1  | 17 | 2  | 15  |
| Canadá            | 5   | 6  | 1  | 2  | 3  | 1  | 8  | -9  |
| Panamá            | 1   | 6  | 0  | 1  | 5  | 1  | 16 | -17 |

| Fecha                   | Lugar            |                   |                              | Resultado |                              |                   |
| ----------------------- | ---------------- | ----------------- | ---------------------------- | --------- | ---------------------------- | ----------------- |
| 16 de julio de 2000     | Panamá           | Panamá            | Bandera de Panamá            | 0:1 (0:0) | Bandera de México            | México            |
| 23 de julio de 2000     | Puerto España    | Trinidad y Tobago | Bandera de Trinidad y Tobago | 1:0 (0:0) | Bandera de México            | México            |
| 15 de agosto de 2000    | Ciudad de México | México            | Bandera de México            | 2:0 (0:0) | Bandera de Canadá            | Canadá            |
| 3 de septiembre de 2000 | Ciudad de México | México            | Bandera de México            | 7:1 (3:0) | Bandera de Panamá            | Panamá            |
| 8 de octubre de 2000    | Ciudad de México | México            | Bandera de México            | 7:0 (4:0) | Bandera de Trinidad y Tobago | Trinidad y Tobago |
| 15 de noviembre de 2000 | Toronto          | Canadá            | Bandera de Canadá            | 0:0       | Bandera de México            | México            |

### Tercera ronda (Hexagonal final)
| Equipo            | Pts | PJ | PG | PE | PP | GF | GC | Dif |
| ----------------- | --- | -- | -- | -- | -- | -- | -- | --- |
| Costa Rica        | 23  | 10 | 7  | 2  | 1  | 17 | 7  | 10  |
| México            | 17  | 10 | 5  | 2  | 3  | 16 | 9  | 7   |
| Estados Unidos    | 17  | 10 | 5  | 2  | 3  | 11 | 8  | 3   |
| Honduras          | 14  | 10 | 4  | 2  | 4  | 17 | 17 | 0   |
| Jamaica           | 8   | 10 | 2  | 2  | 6  | 7  | 14 | -7  |
| Trinidad y Tobago | 5   | 10 | 1  | 2  | 7  | 5  | 18 | -13 |

| Fecha                   | Lugar            |                   |                              | Resultado |                              |                   |
| ----------------------- | ---------------- | ----------------- | ---------------------------- | --------- | ---------------------------- | ----------------- |
| 28 de febrero de 2001   | Columbus         | Estados Unidos    | Bandera de Estados Unidos    | 2:0 (0:0) | Bandera de México            | México            |
| 25 de marzo de 2001     | Ciudad de México | México            | Bandera de México            | 4:0 (2:0) | Bandera de Jamaica           | Jamaica           |
| 25 de abril de 2001     | Puerto España    | Trinidad y Tobago | Bandera de Trinidad y Tobago | 1:1 (1:0) | Bandera de México            | México            |
| 16 de junio de 2001     | Ciudad de México | México            | Bandera de México            | 1:2 (1:0) | Bandera de Costa Rica        | Costa Rica        |
| 20 de junio de 2001     | San Pedro Sula   | Honduras          | Bandera de Honduras          | 3:1 (1:0) | Bandera de México            | México            |
| 1 de julio de 2001      | Ciudad de México | México            | Bandera de México            | 1:0 (1:0) | Bandera de Estados Unidos    | Estados Unidos    |
| 2 de septiembre de 2001 | Kingston         | Jamaica           | Bandera de Jamaica           | 1:2 (1:0) | Bandera de México            | México            |
| 5 de septiembre de 2001 | Ciudad de México | México            | Bandera de México            | 3:0 (2:0) | Bandera de Trinidad y Tobago | Trinidad y Tobago |
| 7 de octubre de 2001    | Tibás            | Costa Rica        | Bandera de Costa Rica        | 0:0       | Bandera de México            | México            |
| 11 de noviembre de 2001 | Ciudad de México | México            | Bandera de México            | 3:0 (0:0) | Bandera de Honduras          | Honduras          |

### Goleadores
| Jugador             | Goles | PJ |
| ------------------- | ----- | -- |
| Cuauhtémoc Blanco   | 9     | 7  |
| Jared Borgetti      | 6     | 8  |
| José Manuel Abundis | 3     | 6  |
| Víctor Ruiz         | 3     | 10 |
| Antonio de Nigris   | 2     | 3  |
| Ramón Ramírez       | 2     | 5  |
| Alberto García Aspe | 1     | 5  |
| Jesús Arellano      | 1     | 7  |
| Duilio Davino       | 1     | 7  |
| Pável Pardo         | 1     | 10 |
| Rafael Márquez      | 1     | 11 |
| Miguel Zepeda       | 1     | 11 |
| Francisco Palencia  | 1     | 14 |

## Jugadores
- Datos corresponden a la situación previa al inicio del torneo

| #  | Nombre                    | Posición       | Edad | PJ Sel | Club             |
| -- | ------------------------- | -------------- | ---- | ------ | ---------------- |
| 1  | Óscar Pérez               | Portero        | 29   | 37     | Cruz Azul        |
| 2  | Francisco Gabriel de Anda | Defensa        | 31   | 15     | Pachuca          |
| 3  | Rafael García             | Centrocampista | 27   | 21     | Toluca           |
| 4  | Rafael Márquez            | Defensa        | 23   | 36     | AS Mónaco        |
| 5  | Manuel Vidrio             | Defensa        | 29   | 27     | Pachuca          |
| 6  | Gerardo Torrado           | Centrocampista | 23   | 28     | Sevilla F. C.    |
| 7  | Ramón Morales             | Centrocampista | 26   | 17     | Guadalajara      |
| 8  | Alberto García-Aspe       | Centrocampista | 35   | 108    | Puebla FC        |
| 9  | Jared Borgetti            | Delantero      | 28   | 29     | Santos Laguna    |
| 10 | Cuauhtémoc Blanco         | Delantero      | 29   | 75     | Real Valladolid  |
| 11 | Braulio Luna              | Centrocampista | 27   | 15     | Necaxa           |
| 12 | Oswaldo Sánchez           | Portero        | 28   | 22     | Guadalajara      |
| 13 | Sigifredo Mercado         | Centrocampista | 33   | 18     | Atlas            |
| 14 | Germán Villa              | Centrocampista | 28   | 46     | América          |
| 15 | Luis Hernández            | Delantero      | 33   | 85     | América          |
| 16 | Salvador Carmona          | Defensa        | 26   | 56     | Toluca           |
| 17 | Francisco Palencia        | Delantero      | 28   | 67     | RCD Español      |
| 18 | Johan Rodríguez           | Centrocampista | 26   | 14     | Santos Laguna    |
| 19 | Gabriel Caballero         | Centrocampista | 31   | 5      | Pachuca          |
| 20 | Melvin Brown              | Defensa        | 23   | 8      | Cruz Azul        |
| 21 | Jesús Arellano            | Delantero      | 29   | 49     | Monterrey        |
| 22 | Alberto Rodríguez         | Defensa        | 28   | 13     | Pachuca          |
| 23 | Jorge Campos              | Portero        | 36   | 123    | Pumas de la UNAM |
| DT | Javier Aguirre            |                |      |        |                  |

## Participación

### Primera fase
| Equipo  | Pts | PJ | PG | PE | PP | GF | GC | Dif |
| ------- | --- | -- | -- | -- | -- | -- | -- | --- |
| México  | 7   | 3  | 2  | 1  | 0  | 4  | 2  | 2   |
| Italia  | 4   | 3  | 1  | 1  | 1  | 4  | 3  | 1   |
| Croacia | 3   | 3  | 1  | 0  | 2  | 2  | 3  | -1  |
| Ecuador | 3   | 3  | 1  | 0  | 2  | 2  | 4  | -2  |

| 3 de junio de 2002, 15:30 | Croacia | 0:1 (0:0) | México            | Estadio del Gran Cisne, Niigata                    |                                                    |
|                           |         | Reporte   | Blanco 60' (pen.) | Asistencia: 32 239 espectadores Árbitro(s): Jun Lu | Asistencia: 32 239 espectadores Árbitro(s): Jun Lu |

| 9 de junio de 2002, 15:30 | México                     | 2:1 (1:1) | Ecuador    | Estadio de Miyagi, Miyagi                                |                                                          |
|                           | Borgetti 28' · Torrado 57' | Reporte   | Delgado 5' | Asistencia: 45 610 espectadores Árbitro(s): Mourad Daami | Asistencia: 45 610 espectadores Árbitro(s): Mourad Daami |

| 13 de junio de 2002, 20:30 | México       | 1:1 (1:0) | Italia        | Estadio del Gran Ojo, Ōita                               |                                                          |
|                            | Borgetti 34' | Reporte   | Del Piero 85' | Asistencia: 39 291 espectadores Árbitro(s): Carlos Simon | Asistencia: 39 291 espectadores Árbitro(s): Carlos Simon |

### Octavos de final
| 17 de junio de 2002, 15:30 | México | 0:2 (0:1) | Estados Unidos           | Estadio Mundialista, Jeonju                                    |                                                                |
|                            |        | Reporte   | McBride 8' · Donovan 65' | Asistencia: 36 380 espectadores Árbitro(s): Vitor Melo Pereira | Asistencia: 36 380 espectadores Árbitro(s): Vitor Melo Pereira |

## Estadísticas
| Equipo | Equipo    | Pts | PJ | PG | PE | PP | GF | GC | Dif | Rend  |
| ------ | --------- | --- | -- | -- | -- | -- | -- | -- | --- | ----- |
| 10     | Dinamarca | 7   | 4  | 2  | 1  | 1  | 5  | 5  | 0   | 58,3% |
| 11     | México    | 7   | 4  | 2  | 1  | 1  | 4  | 4  | 0   | 58,3% |
| 12     | Irlanda   | 6   | 4  | 1  | 3  | 0  | 6  | 3  | 3   | 50,0% |

### Goleadores y asistencias
| Jugador           | Anotado | A. | Min. |
| ----------------- | ------- | -- | ---- |
| Jared Borgetti    | 2       | 0  | 315  |
| Cuauhtémoc Blanco | 1       | 1  | 352  |
| Gerardo Torrado   | 1       | 1  | 348  |